# 2733 Hamina
2733 Hamina (1938 DQ) là một tiểu hành tinh vành đai chính được phát hiện ngày 22 tháng 2 năm 1938 bởi Vaisala, Y. ở Turku.